# Ground Master 200

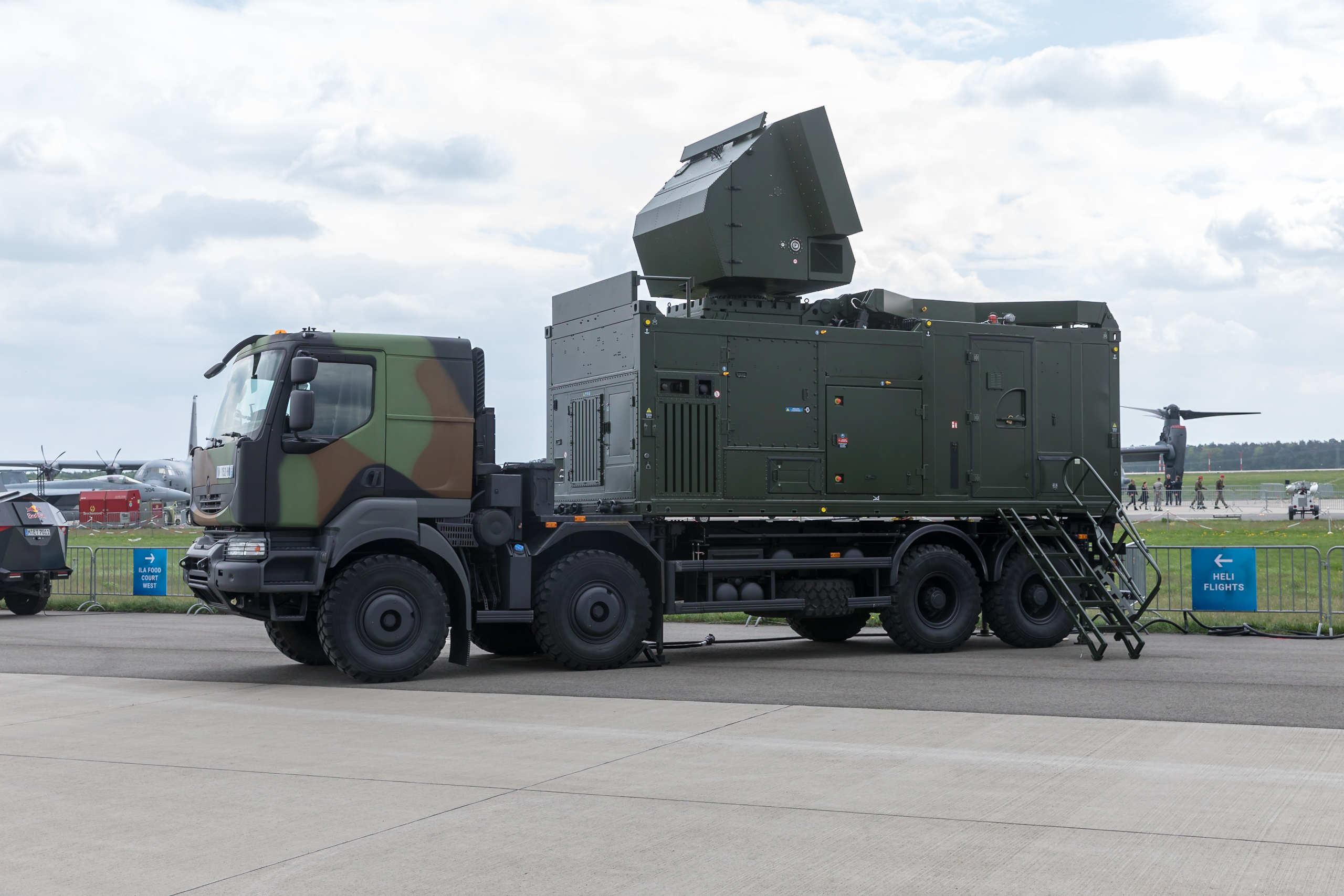
Радар Ground Master 200 (ILA 2018)

Ground Master 200 (GM200) — трикоординатний радар (РЛС) середньої дальності виробництва Thales Group. Належить до сімейства Ground Master (наприклад, GM400α, GM60, GM200 MM/A та MM/C).
GM200 працює як заповнювач проміжків повітряного спостереження або датчик для системи ППО. GM200 також має поверхневий канал і можливість виявлення ракет/артилерії/мінометів і попередження.
Система має габарити 20-футового контейнера ISO і важить менше десяти тонн. Включає електрогенератор, щоглу та приміщення для 2 робочих станцій з комплектом радіомовлення та передачі даних. GM200 транспортується автомобільним транспортом, залізницею, тактичним літаком (тип C-130) або вертольотом. GM200 можна налаштувати за 15 хвилин і керувати ним дистанційно або локально.

## Основні характеристики

### Домен виявлення
- Інструментальний діапазон:
  - 250 км Спостереження
  - 100 км Залучення
- Стеля: до 24 км
- Кут покриття: 70°

### Ключові особливості
- Швидкість оновлення: до 1,5 с
- S-діапазон
- Алгоритми, натхненні штучним інтелектом
- Можливості радіоелектронного захисту
- Повністю цифровий складений пучок
- Повний доплерівський сигнал
- Технологія GaN

### Продуктивність виявлення
- Повітряні мішені (ABT)
- Вертольоти (включаючи зависання під час спливаючої фази)
- Крилаті ракети
- Морські надводні цілі
- Ракети
- Артилерія та міномети
- БПЛА від класу I (міні) до класу IV (HALE).

## Оператори

### Норвегія
В травні 2021 року був укладений контракт на придбання п'яти контрбатарейних РЛС GM200 MM/C з можливістю придбання трьох додаткових систем. Вартість контракту склала €77 млн ($79,6 млн), постачання заплановано на 2023—2024 роки. В листопаді 2022 року був підписаний контракт на придбання цих трьох РЛС, вартість угоди — 460 млн норвезьких крон ($45,8 млн). Станції збиратимуть на місцевому підприємстві Thales Nederland.

### ОАЕ
В 2013 році Об'єднані Арабські Емірати придбали 17 РЛС GM 200 на суму $396 млн.

### Україна
1 лютого 2023 року Україна підписала угоду з французькою компанією Thales на придбання РЛС GM 200 за рахунок виділеної Францією допомоги. Ці РЛС повинні підсилити контроль за повітряним простором України та будуть інтегровані з ЗРК SAMP/T.